# Mess Around
Mess Around – piosenka, wydana na singlu przez Raya Charlesa, jeden z pierwszych jego wielkich hitów. 
Autorem jest współzałożyciel wytwórni Atlantic Records, Ahmet Ertegün. Przy tworzeniu tekstu użył on fragmentów bluesowego hymnu, "Pinetop's Boogie Woogie". 
Utwór został zarejestrowany 19 czerwca 1953. Według tekstu z naklejki płyty  wykonawcy to: Ray Charles and his Orchestra.
Płyta – 7" singel Atlantic 999 – wydana została w lipcu 1953. Mimo dużego powodzenia jakie miało "Mess Around", dopiero po wydaniu singla "I Got a Woman" Ray Charles osiągnął prawdziwy sukces. Piosenka została użyta w filmie Planes, Trains, and Automobiles, a także w filmie Ray, opowiadającym o życiu muzyka.

## Lista utworów
1. "Mess Around" ("Nuggy" czyli Ahmet Ertegün)  – 2:39
2. "Funny (But I Still Love You)"  (Ray Charles) – 3:05